# Moldergemmolen
De Moldergemmolen (ook wel Maeldergemmolen of Mechelse koekoek genoemd) is een watermolen in de Oost-Vlaamse gemeente Sint-Denijs-Boekel, een deelgemeente van Zwalm. De molen bevindt zich langs de Moldergem- of Boekelbeek, aan de grens van Sint-Maria-Horebeke, aan de voet van de Molenberg.

## Geschiedenis
In geschriften uit 1229 van de Sint-Salvatorabdij te Ename is er al sprake van de watermolen van Maldergem. De molen brandde in 1451 af, vermoedelijk door opstandige Gentenaars in brand gestoken in hun strijd tegen Filips de Goede, hertog van Bourgondië. Hij werd heropgebouwd en bleef eigendom van de abdij tot 1793, toen alle goederen van de abdij werden aangeslagen. In 1806 werd de molen gekocht door Jean Baptist Vanderhaeghen. De molen werd onder meer gebruikt als zaagmolen en oliemolen. In 1931 werd een gedeelte afgebroken en bleef enkel de functie van korenwatermolen behouden. In 1949 werd een nieuwe walsenstoel met elektrische aandrijving geïnstalleerd. In 1968 viel de molen stil en in februari 1994 werd de Moldergemmolen beschermd als monument en als dorpsgezicht. Momenteel wordt het molenhuis gebruikt als restaurant en het nog aanwezige binnenwerk dient nu als decor.